# إي. جاي ويلسون
إي. جاي ويلسون (بالإنجليزية: E. J. Wilson)‏ هو لاعب كرة قدم أمريكية أمريكي، ولد في 28 أكتوبر 1987.

## وصلات خارجية
- إي. جاي ويلسون على موقع مرجع كرة القدم المحترفة.كوم (الإنجليزية)